# Pengar (roman)
Pengar (1885) är Victoria Benedictssons debutroman utgiven under pseudonymen och är hennes mest välkända verk. Romanens handling om äktenskapsproblematik och kvinnans roll i samhället tar mycket inspiration från Benedictssons egna upplevelser som ung flicka med konstnärsdrömmar som övertalas att gifta sig alltför tidigt med en förmögen godsägare. Den är ett svar på Flauberts Madame Bovary och Ibsens Ett dockhem då den tar upp kopplingen mellan kärlek och pengar. Boken är en av de viktigaste från det litterära 1880-talet och var ett radikalt bidrag till diskussionen on kvinnofrågan.

## Handling
Boken handlar om sextonåriga Selma Berg som vill åka till Stockholm för att utbilda sig till konstnär på Konstfack i Stockholm, då kallad Tekniska skolan, någonting hon har gemensamt med Benedictsson. Hon nekas detta av sin far och erbjuds istället att gifta sig med den mycket äldre Pål Kristersson, en välbärgad man som jobbat sig till sin förmögenhet. Mycket på grund av övertalning från hennes farbror om de ekonomiska fördelarna går giftermålet igenom.
Helt okunnig om livet och sin egen kropp chockeras hon djupt av bröllopsnatten och är sedan fången i ett olyckligt äktenskap, inte bara för att hon inte känner någon kärlek för sin man; medan hennes idéer om att den ekonomiska tryggheten ska göra det möjligt för henne att fortsätta måla bleknar tar hushållssysslor och familjeansvar snart över och hon förlorar sig själv i äktenskapet. Trots att hon nu har pengar känner hon att livet inte har någon mening och hon längtar efter att bli självständig och tjäna sitt eget levebröd. Hon finner sedan vänskap i sin kusin Richard och tillsammans diskuterar de aktuella radikala åsikter om könens olika roller i samhället.
Som tjugotreåring bestämmer hon sig till slut för att separera från sin man, även om hon tvekar när han förklarar att det inte finns ”någon väg framåt, ingen framtid” för henne ensam eftersom hon inte har någon formell utbildning eller arbetslivserfarenhet. I den sista scenen är hon fast besluten att lämna sitt gifta liv och skriver ett brev där hon ber sin kusin att hjälpa henne att hitta ett jobb i Tyskland.

## Teman
Pengar är ett typexempel på litteratur från åttiotalet, i det här fallet åsyftas 1880-talet, där böcker förde fram problem under debatt och "chockerande" böcker avlöste varandra och där realistisk litteratur skriven av kvinnor även växte. Romanen i fråga ansågs som ett radikalt bidrag till diskussionen om kvinnofrågan då den pekar på kvinnors realiteter under 1880-talets äktenskapslagar och kvinnosyn.
Som titeln på boken indikerar så handlar boken i stort om pengar, hur äktenskap formas kring det och hur kvinnans roll formas av det. Äktenskapet var en ekonomisk konstruktion, det ända sättet för kvinnor att få en inkomst och göra en klassresa. Benedictsson visar hur en naiv ung kvinna kan tvingas in i äktenskap genom löften om ekonomisk trygghet och säkerhet, medan hon tror att hon handlar av egen fri vilja. Det ekonomiska tvånget framställs enligt Alisa Zhulina som en erotisk förförelse av en oerfaren ung kvinna. Som motbud till Selmas konstnärsdrömmar arrangerar hennes farbror hennes äktenskap med godsägaren Pål. Innan farbrodern berättar för Selma om godsägarens frieri ger han henne en hundrakronorssedel i gåva, förmodligen utan några villkor, men som i själva verket är tänkt att ge Selma hennes första smak av pengar. När Selma sen tvekar om det är okej för henne att ta emot pengarna eller inte, trots att farbrodern försäkrar henne att det är okej, så frågar hon sig ändå hela tiden om hon säljer sig själv. På så sätt liknar Benedictsson äktenskap med prostitution för kvinnan.

Boken pekar således på de ojämlika villkoren som en kvinna har när hon likt Selma går in i ett äktenskap. I Sverige under den här tiden kunde en kvinna gifta sig/bli bortgift nio år innan hon var myndig, medan män å andra sidan fick alla myndighetens friheter vid 21 år. Mannen var dessutom förmyndare åt sin hustru, vilket betydde att när en gift kvinna blev tjugofem år hade hon inte rätt att till exempel bestämma över sin egen ekonomi, eller bestämma var hon skulle bo, eller ansöka om skilsmässa. "Mannen är kvinnans huvud. Så säger både lagen och bibeln", som Pål påminner Selma om i romanens sista kapitel. I ljuset av dessa orättvisor inser den äldre och mognare Selma hur futilt det är att vara förmögen om det inte berikar hennes liv på andra sätt:
| ”                                          | Hon tänkte på denna flicka därinne; fattig, men fri i sin strävan. -- Och hon själv -- ägde hon ej just vad andra eftersträva med sitt arbete? -- pengar... Pengar? -- vilket fattigt ord! Pengar, men ingen strävan. Nej, kämpa med livet, slåss om brödet, det är att leva. | „ |
| – Victoria Benedictsson, Kapitel 9, Pengar | |   |

I och med att Selma bestämmer sig för att bryta sig loss från äktenskapet och ger sig ut i världen så kan romanen anses som en frigörelseroman.